# Felice Varini

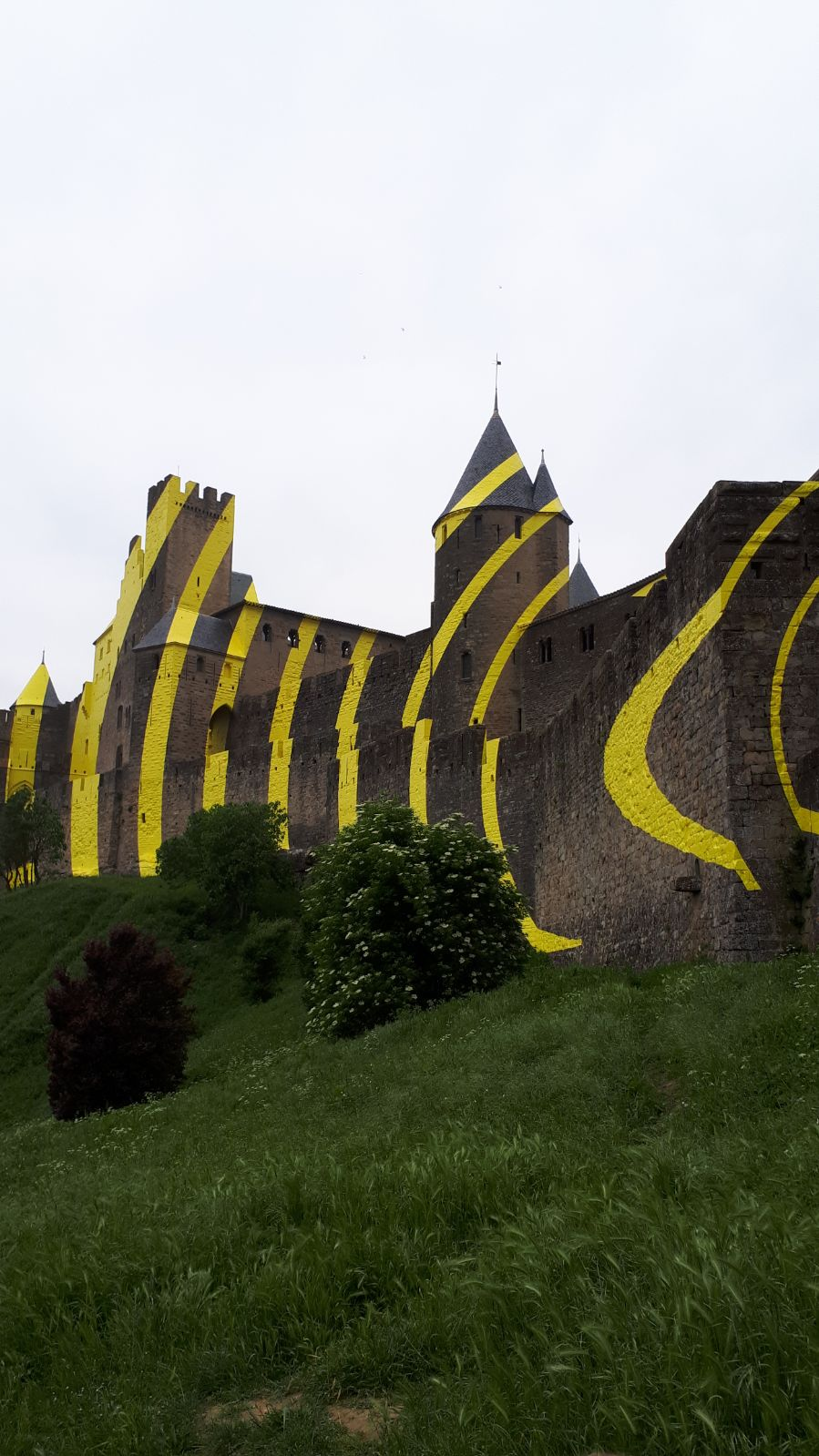
Felice Varini, projecte "Concèntric, excèntric" amb cercles grocs concèntrics, a Carcassona per al 7è esdeveniment "IN SITU, Patrimoni i art contemporani" del maig de 2018 per celebrar el 20è aniversari de la inscripció a la llista del patrimoni mundial de la UNESCO

Felice Varini   (Locarno, 6 de març de 1952) és un artista suís amb seu a París que va ser nominat al premi Marcel Duchamp 2000/2001. Conegut principalment per les seves pintures localitzades en perspectiva geomètrica en habitacions i altres espais, mitjançant tècniques de projector-plantilla, segons el professor de matemàtiques i crític d'art Joël Koskas, "Una obra de Varini és una anti- Mona Lisa. Felice pinta en espais arquitectònics i urbans, com ara edificis, parets i carrers. Les pintures es caracteritzen per un mirador des del qual l'espectador pot veure la pintura completa (normalment una forma geomètrica simple, com ara cercle, quadrat, línia), mentre que des d'altres punts de vista l'espectador veurà formes fragmentades “trencades”. Varini argumenta que l'obra existeix en el seu conjunt, amb la seva forma completa i els fragments. "La meva preocupació", diu, "és el que passa fora del punt de vista".

## Carcassona
El maig de 2018, el projecte de Varini "Concèntric, excèntric" deixa veure grans cercles concèntrics grocs muntats al monument de Carcassona com a part de la 7a edició de "IN SITU, Heritage and Contemporary art", un esdeveniment estiuenc a Occitània / Pirineus -Regió mediterrània centrada en la relació entre art modern i patrimoni arquitectònic. Aquesta monumental obra havia de celebrar el vintè aniversari de la inscripció de Carcassona a la llista del patrimoni mundial de la UNESCO. Excepcional per la seva mida, la seva visibilitat i ús de l'espai arquitectònic, l'exposició es va estendre al front occidental de les fortificacions de la ciutat. L'obra només es va poder percebre completament davant de la porta d'Aude al recorregut de vianants des de la Bastida. Els cercles de color groc consisteixen en làmines fines d’alumini pintades, estenent-se com ones de temps i espai, fragmentant i recomponent la geometria dels cercles de les torres i els murs cortina de les fortificacions. L’obra va romandre visible només de maig a setembre de 2018.

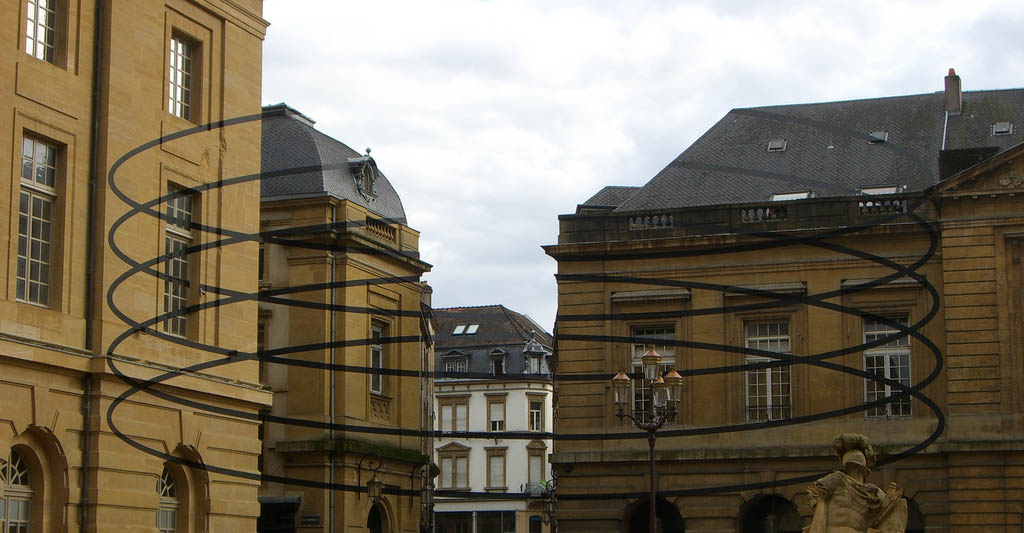
5 punts suspensius oberts. Pintura urbana de Felice Varini, a Metz, 2009.

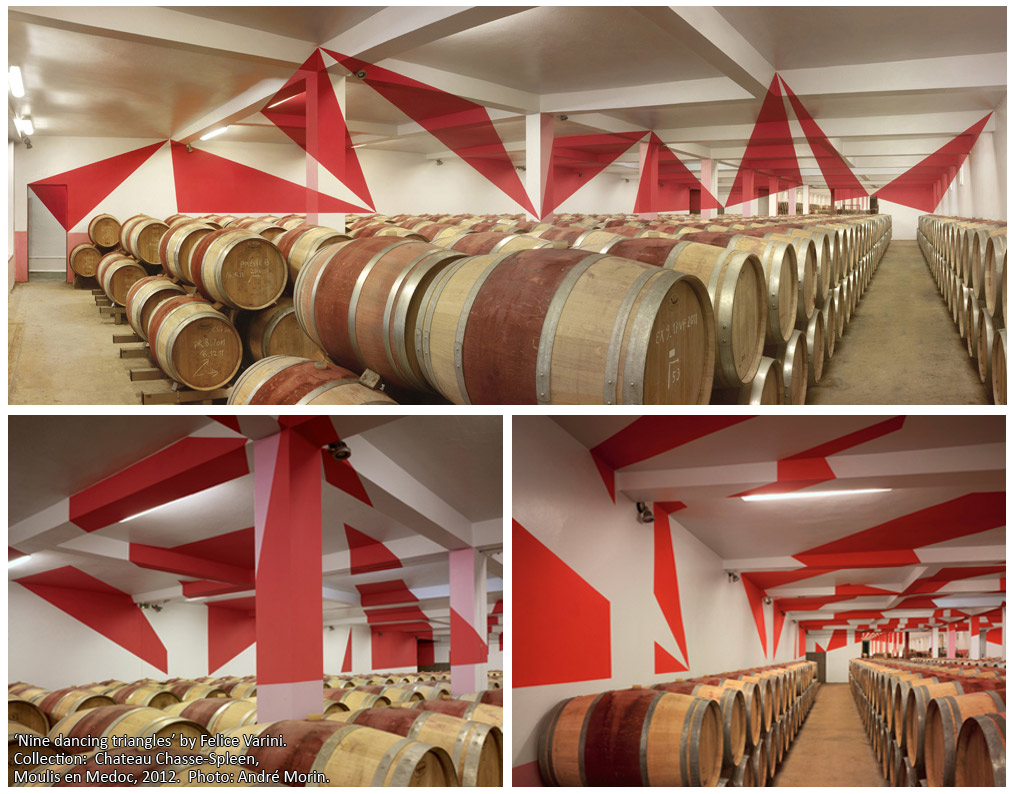
Nou triangles dansants: de Felice Varini, que mostren la vista des del mirador (foto superior) i dues vistes des de fora del mirador (dues fotos, a la part inferior). França, 2012.